# Sarmizegetusa (Hunedoara)
Sarmizegetusa é uma comuna romena localizada no distrito de Hunedoara, na região histórica da Transilvânia. A comuna possui uma área de 73.12 km² e sua população era de 1324 habitantes segundo o censo de 2007.